# اچ‌ام‌اس اچ۳۲
اچ‌ام‌اس اچ۳۲ (به انگلیسی: HMS H32) یک زیردریایی بود که طول آن ۱۷۱ فوت ۰ اینچ (۵۲٫۱۲ متر) بود. این زیردریایی در سال ۱۹۱۸ ساخته شد.